# Колумбија на Светском првенству у атлетици на отвореном 2011.
Колумбија је учествовала на 13. Светском првенству у атлетици на отвореном 2011. одржаном у Тегу од 27. августа до 4. септембра тринаести пут, односно учествовала је на свим првенствима до данас. Репрезентацију Колумбије представљало је 20 такмичара (8 мушкараца и 12 жена) који су се такмичили у 15 дисциплина (6 мушких и 9 женских).,
На овом првенству Колумбија је по броју освојених медаља делила 11. место са освојено 2 медаље (1 златна и 1 бронза).
Поред освојене медаље такмичари Колумбије оборили су 1 лична рекорда и остварили и три најбоља лична резултата сезоне.
```
У табели успешности према броју и пласману такмичара који су учествовали у финалним такмичењима (првих 8 такмичара) Колумбија је са 2 учесника у финалу заузела 24. место са 14 бодова.
[
4
]
```

| Плас. | Земља     | 1. место | 2. место | 3. место | 4. место | 5. место | 6. место | 7. место | 8. место | Бр. финал. | Бод. |
| ----- | --------- | -------- | -------- | -------- | -------- | -------- | -------- | -------- | -------- | ---------- | ---- |
| 24.   | Колумбија | 1        | 0        | 1        | 0        | 0        | 0        | 0        | 0        | 2          | 14   |

## Учесници
| Мушкарци: - Алваро Гомез — 100 м - Данијел Груесо — 200 м - Рафит Родригез — 800 м - Пауло Виљар — 110 м препоне - Луис Фернандо Лопез — 20 км ходање - Џејмс Рендон — 20 км ходање - Густаво Расрепо — 20 км ходање - Арли Ибаргвен — Бацање копља | Жене: - Јомара Хинестроза — 100 м, 4х100 м - Норма Гонзалез — 400 м, 4х100 м - Розибел Гарсија — 800 м - Лина Флорез — 100 м препоне - Брижит Мерлано — 100 м препоне - Анхела Фигероа — 3.000 м препреке - Maria Alejandra Idrobo — 4х100 м - Darlenys Obregón — 4х100 м - Arabelly Orjuela — 20 км ходање - Ингрид Ернандез — 20 км ходање - Катерин Ибаргвен — Троскок - Марија Мурило — Бацање копља |  |

## Освајачи медаља (2)

### Злато (1)
- Луис Фернандо Лопез —  20 км ходање

### Бронза (1)
- Катерин Ибаргвен —  Троскок

## Резултати

### Мушкарци
| Атлетичар           | Дисциплина    | Лични рекорд | Квалификације   | Квалификације   | Полуфинале            | Полуфинале            | Финале                | Финале       | Детаљи |
| Атлетичар           | Дисциплина    | Лични рекорд | Резултат        | Место           | Резултат              | Место                 | Резултат              | Место        | Детаљи |
| ------------------- | ------------- | ------------ | --------------- | --------------- | --------------------- | --------------------- | --------------------- | ------------ | ------ |
| Алваро Гомез        | 100 м         | 10,24        | 10,62           | 6. у гр. 7      | Нису се квалификовали | Нису се квалификовали | Нису се квалификовали | 41 / 71 (75) |        |
| Данијел Груесо      | 200 м         | 20,49 НР     | 20,87           | 4. у гр. 7      | Нису се квалификовали | Нису се квалификовали | Нису се квалификовали | 28 / 53 (54) |        |
| Рафит Родригез      | 800 м         | 1:44,31 НР   | 1:46,76 KB      | 1. у гр. 6      | 1:46,41               | 4. у гр. 3            | Нису се квалификовали | 15 / 43 (44) |        |
| Пауло Виљар         | 110 м препоне | 13,37        | 13,55 КВ        | 3. у гр. 4      | 13,73                 | 6. у гр. 1            | Нису се квалификовали | 13 / 32      |        |
| Луис Фернандо Лопез | 20 км ходање  | 1:20:03 НР   |                 |                 |                       |                       | 1:20:38 ЛРС           |              |        |
| Џејмс Рендон        | 20 км ходање  | 1:21:40      | 1:24:08 ЛРС     | 15 / 34 (46)    |                       |                       |                       |              |        |
| Густаво Расрепо     | 20 км ходање  | 1:22:01      | Дисквалификован | Дисквалификован |                       |                       |                       |              |        |
| Арли Ибаргвен       | Бацање копља  | 81,07 НР     | 74,02           | 14. у гр. Б     |                       |                       | Није се квалификовао  | 27 / 36 (37) |        |

### Жене
| Атлетичарка                                                               | Дисциплина       | Лични рекорд        | Квалификације   | Квалификације | Полуфинале            | Полуфинале            | Финале                | Финале       | Детаљи |
| Атлетичарка                                                               | Дисциплина       | Лични рекорд        | Резултат        | Место         | Резултат              | Место                 | Резултат              | Место        | Детаљи |
| ------------------------------------------------------------------------- | ---------------- | ------------------- | --------------- | ------------- | --------------------- | --------------------- | --------------------- | ------------ | ------ |
| Јомара Хинестроза                                                         | 100 м            | 11,34               | 11,57           | 12. у гр. 1   | Није се квалификовала | Није се квалификовала | Није се квалификовала | 33 / 71 (73) |        |
| Норма Гонзалез                                                            | 400 м            | 51,58               | 53,35 кв        | 5. у гр. 4    | 52,29                 | 7. у гр. 2            | Нису се квалификовале | 15 / 33 (37) |        |
| Розибел Гарсија                                                           | 800 м            | 1:59.38             | 2:01,33 КВ, ЛРС | 2. у гр. 1    | 2:00,79 ЛРС           | 4. у гр. 1            | Нису се квалификовале | 14 / 32 (36) |        |
| Лина Флорез                                                               | 100 м препоне    | 12,94               | 12,98 КВ        | 2. у гр. 3    | 12,94 ЛР              | 4. у гр. 1            | Нису се квалификовале | 14 / 38 (39) |        |
| Брижит Мерлано                                                            | 100 м препоне    | 12,89 (+0.9 m/s) НР | 13,23 КВ        | 3. у гр. 2    | 13,21                 | 7. у гр. 3            | Нису се квалификовале | 21 / 38 (39) |        |
| Анхела Фигероа                                                            | 3.000 м препреке | 9:53,44             | 10:06,00        | 10. у гр. 1   |                       |                       | Нису се квалификовале | 23 / 26 (33) |        |
| Јомара Хинестроза Марија Алехандра Идробо Darlenys Obregón Норма Гонзалес | 4 х 100 м        | 43,03 НР            | 43,65 НРС       | 4. у гр. 1    | 9 / 17 (21)           |                       | Нису се квалификовале |              |        |
| Arabelly Orjuela                                                          | 20 км ходање     | 1:36:12             |                 |               |                       |                       | 1:39:28               | 29 / 37 (50) |        |
| Ингрид Ернандез                                                           | 20 км ходање     | 1:37:18             | 1:39:53         | 30 / 37 (50)  |                       |                       |                       |              |        |
| Катерин Ибаргвен                                                          | Троскок          | 14,99 (+1.7 m/s) НР | 14,52 КВ        | 2. у гр. А    |                       |                       | 14,84                 |              |        |
| Марија Мурило                                                             | Бацање копља     | 57,16               | 52,83           | 14. у гр. Б   | Није се квалификовала | 27 / 27 (28)          |                       |              |        |